# Robert Levasseur
Robert Charles Louis Levasseur (ur. 27 stycznia 1898 w Paryżu, zm. 25 maja 1974 w Biarritz) – francuski rugbysta grający w drugiej i trzeciej linii młyna, olimpijczyk, zdobywca srebrnego medalu w turnieju rugby union na Letnich Igrzyskach Olimpijskich w 1920 roku w Antwerpii.

## Kariera sportowa
W trakcie kariery sportowej związany był z klubami SS Primevères, Olympique, Stade Français, CASG Paris oraz AS Bourse.
Z reprezentacją Francji uczestniczył w turnieju rugby union na Letnich Igrzyskach Olimpijskich 1920. W rozegranym 5 września 1920 roku na Stadionie Olimpijskim spotkaniu Francuzi ulegli reprezentacji USA 0:8. Jako że był to jedyny mecz rozegrany podczas tych zawodów, oznaczało to zdobycie przez nich srebrnego medalu.
W reprezentacji Francji w roku 1925 rozegrał łącznie dwa spotkania nie zdobywając punktów.